# Węgierskie Stowarzyszenie Unijne św. Mikołaja
Węgierskie Stowarzyszenie Unijne św. Mikołaja (węg. Szent Miklós Magyarországi Uniós Szövetség, skr. SZEMISZ) – węgierska organizacja ekumeniczna. 
Organizacja została założona 19 maja 1939 przez węgierskich grekokatolików z kościoła obrządku bizantyjsko-węgierskiego. Zajmowała się organizacją modlitw na rzecz jedności chrześcijan, prowadziła badania naukowe, prelekcje i wykłady. Organizacji przewodniczył István Szántay-Szémán. Od 1944 ruch nie był już aktywny, a w 1948 został wykreślony z rejestru stowarzyszeń. 